# Dracaena pachyphylla
Dracaena pachyphylla là một loài thực vật có hoa trong họ Măng tây. Loài này được Kurz mô tả khoa học đầu tiên năm 1873.